# Statistika
Ta članek govori o statistiki kot znanstveni vedi. Če vas zanima statistika Wikipedije, glejte Posebno:Statistics.
Statístika je znanost in veščina o razvoju znanja z uporabo izkustvenih podatkov. Njena osnova je matematična statistika, ki je veja uporabne matematike. V statistični teoriji naključnost in negotovost opišemo v okviru teorije verjetnosti. Ker je naloga statistike izluščiti »najboljšo« informacijo iz razpoložljivih podatkov, jo nekateri uvrščajo v teorijo odločanja.
Statistične metode temeljijo na teoriji verjetnosti. Osnovni koncepti so populacija, vzorci ter vzorčenje te in verjetnost domnev. Izhodišče za statistično delo je zbiranje podatkov, bodisi s pomočjo anketiranja bodisi s pomočjo sistematskega opazovanja, temu pa sledi povzemanje s pomočjo opisne statistike.
Statistika se ukvarja z obdelavo, analizo, predstavitvijo množičnih pojavov v znanosti, gospodarstvu, industriji, kmetijstvu, zdravstvu, socialnem življenju, šolstvu, biologiji, prometu, trgovini, varstvu okolja in vseh geografskih vedah.
Statistična obdelava podatkov oblikuje podatke na način, po katerem je mogoče priti do predstave o večji populaciji, ki jo predstavlja vzorec. Taka obdelava vključuje preizkuse domnev (npr. anketna vprašanja z dvema možnima odgovoroma), določanje lastnosti zbranih kvantitativnih podatkov, časovne vrste (npr. napovedovanje prihodnjih trendov), opisovanje povezanosti (korelacija), oblikovanje odnosov med spremenljivkami (regresija) in drugo.

## Izvor
Beseda statistika izvira iz sodobnega latinskega izraza statisticum collegium (predavanje o državnih zadevah), iz katerega izhajata italijanska beseda statista, ki pomeni državnik, oziroma politik, in nemška beseda Statistik, ki v izvirniku pomeni analize podatkov o državi. Od zgodnjega 19. stoletja izraz pomeni splošno zbiranje in urejanje podatkov. Zbiranje podatkov, pomembnih za državo poteka v okviru nacionalnih in mednarodnih statističnih uradov, ki večinoma zbirajo podatke, pomembne za oblikovanje politik na državni in mednarodni ravni. Primer takšnega zbiranja podatkov je popis prebivalstva, ki navadno predstavlja najpopolneje zbrane podatke o prebivalstvu (populaciji) neke države.

## Specializirane veje
Nekatere znanstvene panoge uporabljajo uporabno statistiko v tolikšni meri, da so razvile svojo specializirano terminologijo. Mednje sodijo:
- biostatistika
- demografija
- družboslovna statistika
- ekonomska statistika
- poslovna statistika
- psihološka statistika
- statistična fizika oz. statistična mehanika
- tehnična statistika

## Statistične metode
- analiza variance (ANOVA)
- regresijska analiza
- analiza časovnih vrst
- multivariatna analiza
  - faktorska analiza
  - diskriminantna analiza
  - razvrščanje v skupine (klastrska analiza)

## Uradna statistika v Evropi
Posamezne države v EU imajo svojo statistično službo različno organizirano, vendar pa vse spremljajo cene izdelkov in storitev, katere najbolj vplivajo na standard prebivalstva. Največjo in najbolje organizirano službo za ta namen ima Nemčija z 2780 zaposlenimi uradniki v treh mestih, Wiesbadnu, Bonnu, in Berlinu. Razpolagajo z modernimi informacijskimi sredstvi in sistemi komunikacije ter so v stalni medsebojni povezavi z vsemi tremi centri. Urad v Wiesbadenu ima tudi največjo knjižnico v Nemčiji, katero redno vzdržujejo in izdajajo poročila o opravljenih statističnih raziskavah ter obdelavah podatkov za nemško zvezno vlado. Uradna statistika Nemčije zagotavlja kakovostne statistične podatke za Evropsko statistično službo- EUROSTAT. Kriteriji za doseganje kakovosti:
- relevantnost (primernost),
- točnost,
- aktualnost,
- transparentnost,
- uravnoteženost,
- primerljivost - časovna in prostorska,
- koherentnost - na enako vprašanje daje enak odgovor, uporabnikom mora omogočiti, statistično kvantifikacijo podatkov in različne medsebojne primerjave ter uporabo.
- zagotoviti mora točnost pri zbiranju podatkov.

Mesečno in letno uradna statistika Nemčije spremlja monitoring cen v Nemčiji za skupine izdelkov in storitev - košarice v 40.000 podjetjih. Izbrani so naslednji izdelki:
- Živila,
- Higienske potrebščine,
- Storitve za gospodinjstvo,
- Prevoz-avto,
- Gostinske storitve,
- Pohištvo in posoda,
- Električni aparati,
- Čtivo, knjige, časopisi, revije, vstopnice za prireditve,
- Obleka in modni dodatki,
- Kurjava, elektrika, voda,
- Hiša in vrt,
- Hišni ljublenčki, živali, hrana za živali.

## Pomembni ustvarjalci statistike
- Thomas Bayes,
- Jakob Bernoulli I.,
- Ludwig Edward Boltzmann,
- David Cox,
- Gertrude Cox,
- Pafnuti Lvovič Čebišov,
- George Dantzig,
- William Edwards Deming
- Ronald Fisher,
- Francis Galton,
- Carl Friedrich Gauss,
- Rajko Jamnik,
- Aleksander Mihajlovič Ljapunov,
- Abraham de Moivre,
- Isaac Newton,
- Blaise Pascal,
- Karl Pearson,
- Edward Charles Pickering,
- Walter Andrew Shewhart,
- George Kingsley Zipf.

## S statistiko povezani pojmi in izrazi
- teorija verjetnosti,
- normalna porazdelitev,
- Gausova krivulja,
- aritmetična sredina,
- geometrična sredina,
- mediana,
- modeliranje,
- metoda Monte Carlo,
- normalna distribucija,
- podatek,
- regresijska analiza,
- kombinatorika,
- korelacijska analiza,
- disperzijska analiza,
- kvantitativno raziskovanje,
- anketa.

## Matematična orodja za statistične raziskave
Poleg strokovnega zbiranja statističnih podatkov, je najbolj pomembna nadaljnja obdelava statističnega gradiva, kjer pa moramo uporabiti matematiko kot orodje. Pri obdelavi zbranega gradiva se uporablja več različnih matematičnih orodij, kot so:
- racionalne funkcije,
- kvadratne funkcije,
- eksponencialne funkcije,
- logaritemske funkcije,
- aritmetična zaporedja,
- geometrična zaporedja,
- enačbe z eno spremenljivko,
- enačbe z dvema spremenljivkama,
- neenačbe z eno spremenljivko,
- neenačbe z dvema spremenljivkama,
- sistemi linearnih enačb in neenačb,
- sistemi enačb z matrikami,
- sistemi enačb z determinantami,
- Koordinatna geometrija- premice, parabole, krogi, elipse, hiperbole,
- grafikoni,